# TNMK
TNMK són un grup de música de Khàrkiv. És el grup de hip-hop d'Ucraïna amb més èxit. Són coneguts per lletres intel·ligents, però sovint idiotes; barrejant hip-hop amb música rock, funk i jazz i tocant instruments reals als seus àlbums i espectacles en directe, en lloc d'utilitzar mostres i caixes de tambor. TNMK va actuar en molts festivals com: Sziget Fest, Zakhid, Tavria Games, Chervona Ruta, Faine Misto i Bandershtat.
Està format per Fagot, Fozzi, Kotya, Yarik, Oleksandr Shymansʹkyy, Vitold i TonIk. El primer àlbum va aparèixer el 1989 (Зроби мені хіп-хоп).

## Discografia
- "Зроби мені хіп-хоп" (1998)
- "Нєформат" (2001)
- "Пожежі міста Вавілон" (2004)
- "Сила" (2005)
- "С.П.А.М" (2010)
- "Дзеркало" (2014)